# Richard Ramirez
Richard Ramirez, zwany Nocnym Prześladowcą (ur. 29 lutego 1960 w El Paso, zm. 7 czerwca 2013 w Greenbrae w stanie Kalifornia) – amerykański seryjny morderca, który zamordował 14 osób. Większość zbrodni dokonał w miasteczkach położonych w aglomeracji Los Angeles. 

## Dzieciństwo
Pochodził z wielodzietnej rodziny (był piątym i ostatnim dzieckiem w rodzinie Ramirezów). Surowi rodzice nie rozpieszczali swoich dzieci – w domu panowała atmosfera terroru. Pomimo tego Richard dobrze się uczył (był pupilkiem nauczycieli i dyrekcji), sprawiał wrażenie przyjaznego, miał powodzenie u dziewczyn, nie sprawiał kłopotów. Jego spokojne życie zostało zakłócone w roku 1971, kiedy to kuzyn Richarda – Mike, wrócił z wojny w Wietnamie, wyniszczony psychicznie przeżyciami wojennymi. Opowiadał on Richardowi historie pełne okrucieństw, gwałtów i przemocy, nauczył go posługiwać się nożami, a także bronią małego kalibru. Na jego oczach zamordował on własną żonę, co spowodowało drastyczne zmiany w psychice jedenastoletniego wówczas Richarda.

## Początek działalności kryminalnej
W wieku 11–12 lat zaczął kraść, wpadł w środowisko narkomanów, wyrzucono go ze szkoły. Zatrudnił się w hotelu, gdzie pracował na nocną zmianę. Tam po raz pierwszy dopuścił się gwałtu, za co został aresztowany (jednakże nie postawiono mu zarzutów) i przekazany rodzicom.  W wieku 18 lat wyjechał do Los Angeles, gdzie żył z kradzieży. Interesował się również satanizmem.
Pierwszą zbrodnię Ramirez popełnił w roku 1984. Krążąc skradzionym samochodem w poszukiwaniu ofiary, trafił do domu 79-letniej Jenni Vincow, którą wielokrotnie ugodził nożem.
Kolejny mord miał miejsce 17 marca 1985 roku. Richard wkradł się do garażu, w czasie gdy ofiara – Maria Hermandez (25 lat) – parkowała samochód. Strzelił do niej, lecz jej nie zabił. Dziewczyna upadła na podłogę, udając, że nie żyje. Zabójca wszedł do domu, gdzie znalazł przyjaciółkę Marii – Dayle Okazaki (33 lata), którą postrzelił w środek głowy. Ocalała Hermandez podała policji ogólny rysopis sprawcy – zaatakował ją wysoki mężczyzna o czarnych włosach i latynoskiej urodzie. W garażu znaleziono również czapkę z logo hardrockowej grupy AC/DC.
Rozpoczęło się śledztwo prowadzone przez Gila Carrillo, śledczego Wydziału Zabójstw, który po kolejnym popełnionym morderstwie poprosił o pomoc wybitnego i doświadczonego śledczego Franka Salerno.

## „Nocny Prześladowca”

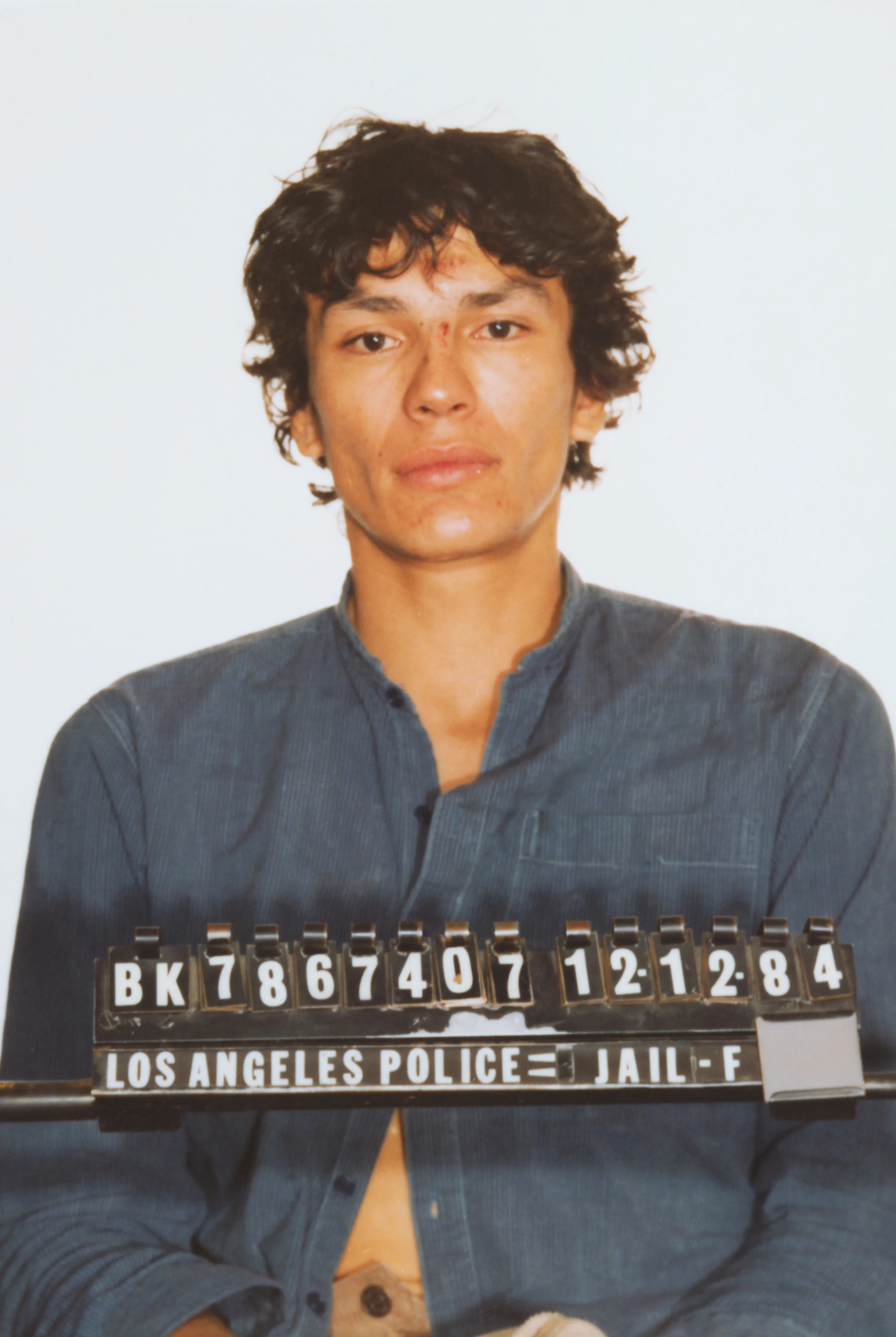
Ramirez w 1984 roku

Dnia 27 marca 1985 roku Ramirez zamordował kolejne dwie osoby. Byli to Vincent (zginął od strzału w głowę) oraz Maxine Zazzara (również została zastrzelona, a jej oczy wydłubane).
Pod koniec maja tego samego roku Nocny Łowca włamał się do domu 83-letniej staruszki i jej o trzy lata młodszej niepełnosprawnej siostry. Obie zgwałcił i zabił znalezionym w domu młotkiem. W czasie śledztwa znaleziono narysowany na ścianie pentagram.
30 maja Ramirez zgwałcił i pobił 42-letnią kobietę. 27 czerwca 28-letnia Patty Higgins została zasztyletowana (morderca niemalże odciął jej głowę). 2 lipca 75-letnia Mary Cannon została pobita i zasztyletowana. Natomiast trzy dni później 16-letnia dziewczyna została pobita łyżką do opon – była bliska śmierci, założono jej 478 szwów. 7 lipca 63-letnia kobieta została pobita i zgwałcona w swoim domu. Tej samej nocy 61-letnia Joyce Nelson została pobita i uduszona. 19 lipca zgwałcił 29-letnią Sakimę Assawahen.
Ta ostatnia ofiara psychopaty pomogła policji utworzyć dokładny portret pamięciowy sprawcy, który został rozesłany do wszystkich policjantów w LA.
Na początku sierpnia napięcie wśród społeczeństwa zaczęło maleć – policja była dosłownie wszędzie. 
Śledztwo stawało się coraz trudniejsze. Ostatecznie do znalezienia Ramireza przyczynił się nastoletni chłopiec, który zobaczywszy poszukiwanego w pojeździe, spisał numer rejestracyjny. Ramirez porzucił samochód i wyjechał autobusem do Arizony. W porzuconym aucie policja znalazła odcisk palca, który – dzięki nowo powstałemu skomputeryzowanemu archiwum – doprowadził śledczych do mordercy.
Wykaz ofiar śmiertelnych Ramireza:
| Lp. | Ofiara             | Wiek | Data             | Miejsce       |
| --- | ------------------ | ---- | ---------------- | ------------- |
| 1.  | Mei Leung          | 9    | 10 kwietnia 1984 | San Francisco |
| 2.  | Jennie Vincow      | 79   | 24 czerwca 1984  | Los Angeles   |
| 3.  | Dayle Okazaki      | 34   | 17 marca 1985    | Monterey Park |
| 4.  | Tsia-Lian Yu       | 30   | 17 marca 1985    | Monterey Park |
| 5.  | Maxine Zazzara     | 44   | 27 marca 1985    | Whittier      |
| 6.  | Vincent Zazzara    | 64   | 27 marca 1985    | Whittier      |
| 7.  | William Doi        | 66   | 14 maja 1985     | Monterey Park |
| 8.  | Malvia Keller      | 83   | 29 maja 1985     | Monrovia      |
| 9.  | Mary-Louise Cannon | 75   | 2 lipca 1985     | Arcadia       |
| 10. | Joyce Nelson       | 61   | 7 lipca 1985     | Monterey Park |
| 11. | Lela Kneiding      | 66   | 20 lipca 1985    | Glendale      |
| 12. | Maxson Kneiding    | 68   | 20 lipca 1985    | Glendale      |
| 13. | Elyas Abowath      | 35   | 8 sierpnia 1985  | Diamond Bar   |
| 14. | Peter Pan          | 66   | 18 sierpnia 1985 | San Francisco |

## Koniec koszmaru
Nocnego Prześladowcę aresztowano 31 sierpnia 1985 roku. Prokuratura oskarżyła go o dokonanie 43 przestępstw, w tym 13 zabójstw. Podczas procesu Ramirez powiedział „Nie muszę wyglądać z tego pomieszczenia, by zobaczyć wszystkich kłamców, nienawidzących, morderców, świrów. Sprawiacie, że jestem chory... Jestem poza waszą wyobraźnią, poza dobrem i złem...” Jego zachowanie nie było zaskoczeniem, już wcześniej jego wypowiedzi budziły kontrowersje np. gdy okazywał swoje oddanie szatanowi.
20 września 1989 roku, po 55 dniach zeznań i przesłuchaniu 165 świadków, sąd skazał Ramireza na 196 lat pozbawienia wolności oraz dziewiętnastokrotną karę śmierci w komorze gazowej. Podczas pobytu w więzieniu poślubił zafascynowaną nim kobietę, Doreen Lioy, która była przekonana, że łączy ich niekończące się koło miłości i zamierzała popełnić samobójstwo w momencie wykonania kary śmierci na Ramirezie. Został osadzony w celi śmierci w Więzieniu Stanowym San Quentin, gdzie do śmierci czekał na wykonanie wyroku.
Ramirez zmarł z powodu niewydolności wątroby we wczesnych godzinach porannych 7 czerwca 2013 roku w Marin General Hospital w Greenbrae w Kalifornii. Miał 53 lata.